# Морсовка (притока Різні)
Мо́рсовка — мала річка в Україні, у Коростенському районі Житомирської області; права притока річки Різня (басейн річки Дніпро).

## Географія
Басейн річки Морсовка розміщений в межах лісової зони Малинського району. Протікає по рівнинній території. Бере свій початок на висоті близько 170 м над рівнем моря на східній околиці села Малинівка. Від витоку тече на північний схід вздовж шляху територіального значення Т 0607, після проходження якого — переважно у східному напрямку; також перетинається міжнародною автотрасою М07 (Київ — Ковель — державний кордон з Польщею на прикордонному переході «Ягодин»). Впадає на північ від села Любовичі до річки Різня на 8,5 км від її гирла. Гирло Морсовки знаходиться на висоті близько 130 м над рівнем моря. Довжина річки — 9,5 км.
Річка Морсовка тече вздовж урочищ Морсола́ та Бурсула́.

## Живлення
Живлення річки змішаного типу — поверхневі (дощові, снігові води) та підземні води. Приймає до себе декілька невеликих постійних та сезонних потоків.

## Використання
У басейні річки споруджена система меліоративних каналів.

## Історія
«Словник гідронімів України» подає давнішу назву річки — Морсола́.
Джерела вказують на існування в давнину поблизу річки в малинських околицях невеликого села Морсола́ (Морсол), в якому до повстання 1648 — 1657 років під проводом Богдана Хмельницького налічувалось вісім димів. Село належало дідичу, київському хорунжому, Михайлу Федору Єльцю. В акті 1691 року, після Хмельниччини, Руїни та примусового виселення мешканців за Дніпро на Лівобережжя, серед вцілілих маєтностей родини Єльців село вже не згадується.
Ще у 1920-х роках у верхів'ї річки Морсовки на правому її березі існував однойменний хутір, який, одначе, станом на 1 жовтня 1941 року на обліку вже не значився.